# Boto-liso-japonês
O boto-liso-japonês (Neophocaena sunameri), é uma espécie de cetáceo da família Phocoenidae, e do gênero Neophocaena. As espécies categorizadas neste gênero são conhecidas por não possuir uma barbatana dorsal.
Os botos-liso-japonês são nativos do Pacífico norte, podendo ser encontrados nas águas do sul do Mar da China Oriental, Mar Amarelo e Japão, onde é dada a sua localidade tipo.
Sua dieta é composta por peixes pequenos (sardinhas e arenques), camarões e lulas, em águas japonesas foram relatados essa espécie se alimentando de chocos e polvos de águas profundas.